# ZZ Gundam
MSZ-010 ΖΖ Gundam (eller enbart ZZ Gundam), är ett fiktivt vapen designat av Makoto Kobayashi som förekommer i tidslinjen Universal Century i anime-serien Gundam. Vapnets popularitet har lett till ett flertal varianter och uppgraderingar. Det har också influerat andra fiktiva vapen såsom S Gundam. Vapnet har fått sitt namn av den tredje Gundam-serien Mobile Suit Gundam ZZ, efterföljare till Mobile Suit Zeta Gundam. Det presenteras i mitten av storyn som ett nytt vapen av protagonisten Judau Ashta som ersätter det utslitna Zeta Gundam. 